# Skały kredowe na Rugii
Skały kredowe na Rugii (niem. Kreidefelsen auf Rügen) – obraz namalowany w 1818 roku przez niemieckiego malarza romantycznego Caspara Davida Friedricha. Znajduje się w kolekcji Museum Oskar Reinhart am Stadtgarten w Winterthur.
Obraz powstał na podstawie szkiców wykonanych podczas podróży poślubnej artysty na Rugię. Miejsce przedstawione na obrazie nigdy nie zostało zidentyfikowane. Prawdopodobnie malarz połączył kilka różnych krajobrazów. Dzieło dowodzi znajdowania oryginalnych ujęć i subiektywnego spojrzenia na krajobraz. Stromo wznoszące się skały umożliwiają wgląd w głęboki jar i dal morską. Wąski pierwszy plan zostawia niewiele miejsca wędrowcom.
Przedstawiona na obrazie kobieta chwytająca gałęzie krzewu, aby uchronić się przed upadkiem w przepaść, to Christiana Carolina, żona pejzażysty. Jej czerwona suknia symbolizuje chrześcijańską miłość i miłosierdzie. Stary mężczyzna odrzucający laskę i kapelusz oraz na czworakach spoglądający ze skraju urwiska w przepaść jest odniesieniem do rezygnacji i pokory. Jednocześnie pragnie poznania boskiej tajemnicy, ukrytej w świecie natury. Mężczyzna w tradycyjnym, niemieckim kapeluszu jest często utożsamiany z bratem artysty, Christianem. Pogrążoną w rozmyślaniach postać interpretowano też jako uosobienie nadziei. Może to być jednak autoportret Friedricha. Łodzie płynące przez Morze Bałtyckie ku nieznanemu są alegorią podążania do wieczności – z życia na ziemi do życia w niebie. Symbolizuje długą podróż, którą człowiek musi odbyć by wstąpić do Królestwa Bożego.